# Zaak-Sem Vijverberg
De zaak-Sem Vijverberg is een Nederlandse moordzaak uit 2006, waarbij een vermoorde pasgeboren baby werd gevonden in Doetinchem.

## Vinding
In januari 2006 werd de baby door spelende kinderen gevonden, ingevroren in het ijs in de rietkraag van de Kapperskolk bij de Torontostraat in de Doetinchemse wijk Wijnbergen-Noord. Aanvankelijk dachten de kinderen dat het een pop was, maar de gealarmeerde ouders van de kinderen ontdekten al snel dat het om een babylijkje ging. Het werd door brandweer en politie uit het ijs gehaald. Later bleek dat het babytje geleefd heeft en met geweld om het leven was gekomen. Het werd 'Sem Vijverberg' genoemd; de naam die de spelende kinderen hem hadden gegeven. Het lukte de recherche niet om de identiteit van de ouders vast te stellen, en na ongeveer vijf maanden liep het onderzoek vast.

## Coldcasezaak
In 2021 kreeg de coldcasezaak na vijftien jaar opnieuw aandacht. De zaak werd opgepakt door onder andere het NOS Journaal, BEAU, Opsporing Verzocht en Peter R. de Vries. Ook De Graafschap besteedde aandacht aan baby Sem, dit mede omdat de achternaam van baby Sem vernoemd is naar hun stadion, in 2021 in de thuiswedstrijd tegen FC Dordrecht werd alles in het teken van baby Sem gesteld en werd het stadion omgedoopt tot het Sem Vijverberg Stadion. De politie hoopte met deze actie alsnog duidelijkheid te krijgen en de zaak na vijftien jaar op te lossen.

## Doorbraak
Op 7 september 2022 meldde de politie dat een vrouw was aangehouden, de mogelijke moeder van Sem Vijverberg, na een tip. De vrouw wordt verdacht van betrokkenheid bij de dood van baby Sem en het achterlaten van zijn lichaam. DNA-onderzoek moest uitwijzen of zij daadwerkelijk de moeder is.
Op 22 september 2022 werd bekend dat de vrouw die verdacht werd van betrokkenheid bij het overlijden en het achterlaten van Sem Vijverberg op vrije voeten is gesteld. Uit DNA-onderzoek was gebleken dat zij de moeder is van Sem Vijverberg en dat zij verdachte bleef in de zaak, maar er werd geen noodzaak gezien om haar voorlopige hechtenis te verlengen.

## Rechtszaak
Op 18 december 2024 werd Margot H. veroordeeld tot vijf jaar gevangenisstraf.